# Guggenheim Partners
Guggenheim Partners, LLC är ett amerikanskt multinationellt investmentbolag tillika investmentbank som har verksamheter i sex länder på tre kontinenter, Asien, Europa och Nordamerika. De förvaltar ett kapital på $305 miljarder för år 2018.
Investmentbolaget grundades 1999 av släkten Guggenheim, Steven E. Johnson, J. Todd Morley och den nuvarande VD:n Mark Walter.
Mellan 2009 och 2015 ägde de tidningsförlaget Prometheus Global Media.
Guggenheim har cirka 2 400 anställda varav cirka 45% är delägare i företaget. De har huvudkontor i både Chicago i Illinois och New York i New York.

## Baseboll
I mars 2012 grundade de Guggenheim Baseball Management (GBM) när de förvärvade basebollorganisationen Los Angeles Dodgers (MLB) och hemmaarenan Dodger Stadium med omnejd för $2,15 miljarder. Externa investerare i GBM är bland andra Hollywood-veteranen Peter Guber och den före detta basketspelaren Magic Johnson.

## Närvaro
De har närvaro på följande platser världen över.
| USA: - Atlanta, Georgia - Boston, Massachusetts - Charlotte, North Carolina - Chicago, Illinois - Dallas, Texas - Houston, Texas - Indianapolis, Indiana - Los Angeles, Kalifornien - New York, New York - Rockville, Maryland - San Francisco, Kalifornien - St. Louis, Missouri | Internationellt: - Bombay, Indien - Dubai, Förenade Arabemiraten - Dublin, Irland - London, England, Storbritannien - Tokyo, Japan |